# MuMa-Forum
Das MuMa-Forum (kurz für Murnau & Massolle Forum) ist ein Filmmuseum in der ostwestfälischen Stadt Bielefeld in Nordrhein-Westfalen. Im Museum werden die Themen Filmkunst und Filmtechnik behandelt sowie die untrennbare Bedeutung dieser beiden Disziplinen füreinander dargestellt. Das MuMa-Forum ist den beiden in Bielefeld geborenen Filmpionieren Friedrich Wilhelm Murnau und Joseph Massolle gewidmet.

## Geschichte
Das Museum wurde am 16. Januar 2022 eröffnet. Initiiert und betrieben wird das Museum von der Stiftung Tri-Ergon Filmwerk. Finanziert wurde die Gründung von der NRW-Stiftung und der Kulturstiftung der Westfälischen Provinzial Versicherung. Außerdem unterstützte das Ministerium für Heimat, Kommunales und Gleichstellung des Landes NRW das Museum mit 260.000 Euro.
Der Vorstand der Stiftung Tri-Ergon Filmwerk besteht aus dem Zeitungsredakteur Frank Bell, dem Medienwissenschaftler Dennis Blomeyer, dem Historiker und Fernsehjournalisten Holger Schettler und Kameramann und Cutter Michael Wiegert-Wegener, die sich ehrenamtlich im MuMa-Forum engagieren. 2021 bekam das MuMa-Forum den Heimatpreis der Stadt Bielefeld in der Sparte Kultur. Im Januar 2023 ging das MuMa-Forum eine Kooperation mit der Friedrich Wilhelm Murnau-Gesamtschule in Bielefeld ein. Im Juni 2025 wurde bekannt, das der Träger wegen einer Mietschuld für das Gebäude einen Insolvenzantrag stellen musste.

## Ausstellungen

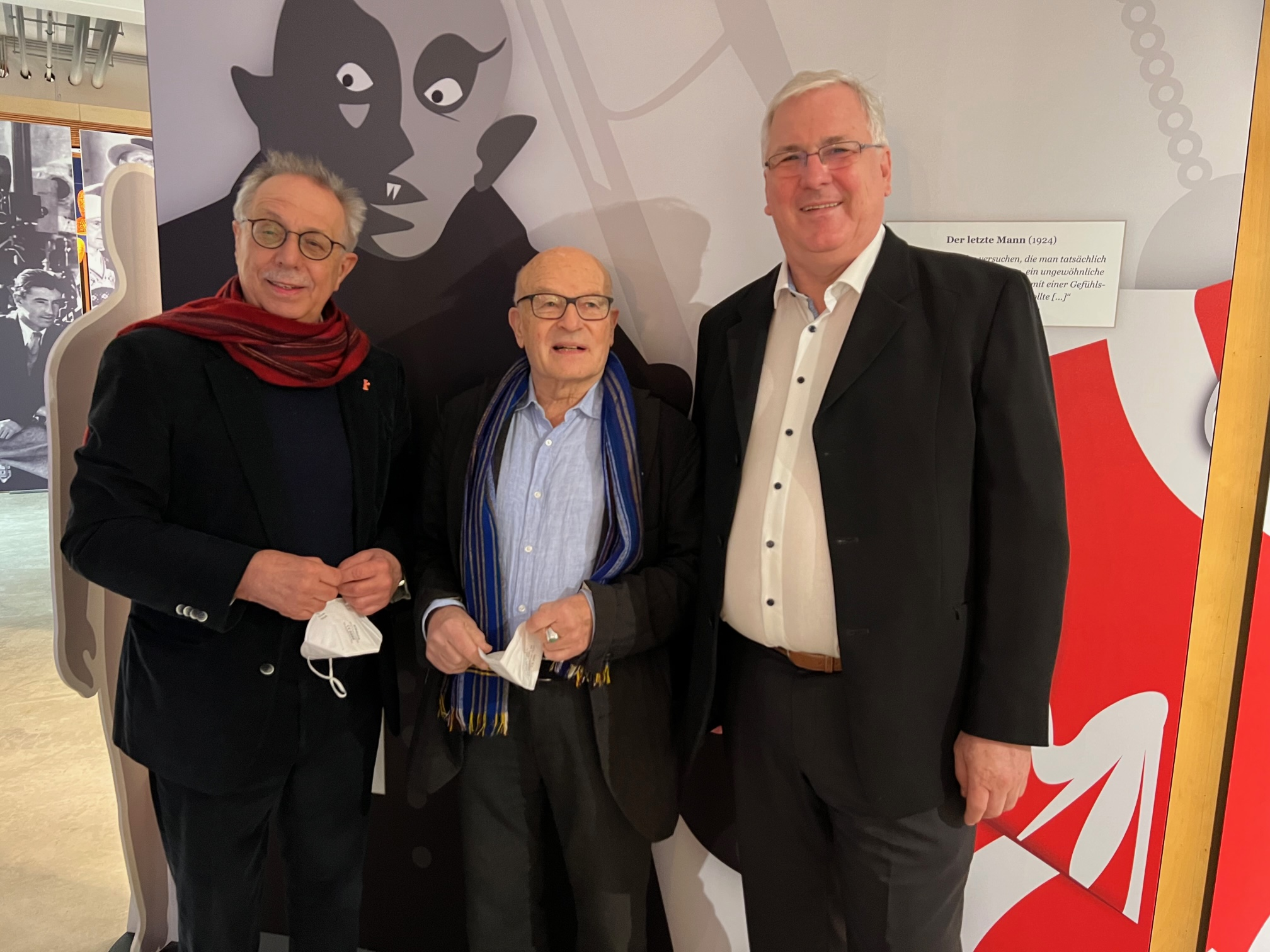
Dieter Kosslick, Volker Schlöndorff und Holger Schettler bei der Eröffnung des MuMa-Forums

Auf ca. 1250 m² erzählt eine Dauerausstellung das Leben und Wirken von Friedrich Wilhelm Murnau und Joseph Massolle. Die erste Sonderausstellung des Museums mit dem Titel „Die Grosse Illusion - Bielefelder Kinogeschichte(n) aus 125 Jahren“ wurde bereits im Historischen Museum Bielefeld gezeigt, war dort aufgrund der Corona-Pandemie allerdings nur für kurze Zeit für das Publikum zugänglich.
Im September 2022 wurde sie durch die zweite Sonderausstellung unter dem Titel „Als die Bilder sprechen lernten“ abgelöst, denn genau 100 Jahre zuvor war dem Tonfilmerfindertrio Joseph Massolle, Hans Vogt und Jo Engl („Tri-Ergon“) gelungen, erste serienreife Lichttonfilme in der Alhambra am Berliner Kurfürstendamm vor großem Publikum vorzuführen - 7 Jahre vor der ersten kommerziell erfolgreichen Spielfilmpremiere („The Singing Fool“ 1929), die dann zur Durchsetzung des Tonfilms in den Lichtspielhäusern führte.
Das MuMa-Forum ist nicht nur ein Museum für Filmkunst und Filmtechnik und Abspielort ausgewählter Filmprogramme. Es ist auch ein außerschulischer Lernort mit „begreifbaren“ Objekten für unterschiedliche Altersgruppen von Grundschülern bis zu Hochschulabsolventinnen und -absolventen. Es bietet die Möglichkeit außergewöhnlicher Schulstunden bis hin zum Seminar über analogen und digitalen Film mit praktischen Übungen in Super-8 mm, Super 16mm, 35 mm und 4K.
Regelmäßig finden im museumseigenen Kino Filmvorführungen statt. Hier können analoge und digitale Kinofilme abgespielt werden. Während der Ausstellung „Als die Bilder sprechen lernten“ stehen zum Beispiel frühe Tonfilme (1929–1932) auf dem Programm. Es werden aber auch sog. Kulturfilme der 1950er und 1960er Jahre gezeigt, die von der Stiftung Tri-Ergon Filmwerk mit Mitteln der FFA restauriert wurden und mit den Nachlässen zweier Bielefelder Filmproduzenten der frühen Nachkriegszeit zum Fundus der Stiftung gehören. Dieses Filmgenre entstand ursprünglich, um Filmverleihern und Kinobesitzern die Vergnügungssteuer zu ersparen, denn Filmprogramme ohne FBW-Prädikat „wertvoll“ oder „besonders wertvoll“ wurden besteuert. Nur der Einsatz eines prädikatisierten Beifilms (Kulturfilms) konnte das verhindern. Kurios: Zuschauer von Softpornos wie dem „Schulmädchen-Report“ kamen dadurch ungewollt in den Genuss von kulturell Wertvollem.
Die Gründer und Betreiber des MuMa Murnau-und-Massolle-Forums sind erfahrene Film-Profis, haben viele Jahre in der Branche analog und digital als Produzenten, Autoren, Kameraleute und Cutter gearbeitet und in ihren jungen Jahren im Kamera Filmkunsttheater in Bielefeld analoge Filme vorgeführt. Wie das funktioniert geben sie gern an ihre Besucher weiter.